# 小行星79086
小行星79086（79086 Gorgasali）是一颗绕太阳运转的小行星，为主小行星带小行星。该小行星于1977年9月发现。
該小行星以伊比利亞王國國王瓦赫坦格一世命名。

## 轨道参数
小行星79086的轨道半长轴为414 883 092 km（2.7732827 UA），离心率为0.279。